# مايكل بريدجز
مايكل بريدجز (بالإنجليزية: Michael Bridges)‏ (مواليد 5 أغسطس 1978) هو لاعب كرة قدم إنجليزي سابق ، كان يلعب في مركز الهجوم.

## بطولات وإنجازات اللاعب

### سندرلاند
- دوري الدرجة الأولى الإنجليزي أو دوري البطولة الإنجليزية: 1996 ، 1999 ، 2005

### كارلايل يونايتد
- الدوري الإنجليزي الدرجة الثانية: 2005

## روابط خارجية
- مايكل بريدجز على موقع قاعدة بيانات كرة القدم.إي يو (الإنجليزية)
- مايكل بريدجز على موقع Soccerbase.com (لاعب) (الإنجليزية)
- مايكل بريدجز على موقع Soccerway.com (الإنجليزية)
- مايكل بريدجز على موقع عالم كرة القدم.نت (الإنجليزية)

- Michael Bridges